# Markgraafschap Oost-Ligurië
Het markgraafschap Oost-Ligurië (Italiaans: Marca Liguria Orientale) was een historisch land in het huidige Italië. Een andere benaming is Marca Obertengha naar de eerste markgraaf. Het omvatte grofweg het gebied tussen Genua, Luni, Parma, Piacenza en Tortona. Indirect vielen ook Corsica en Sardinië onder het gebied. Genua was de zetel van de markgraaf.
In 950 begon koning Berengarius II met een militaire reorganisatie van Noordwest-Italië ten zuiden van de Po met de bedoeling om aanvallen van de Saracenen vanaf zee beter af te kunnen slaan. Hiertoe richt hij drie nieuwe markgraafschappen in, waar hij een aantal getrouwen aanstelde als markgraaf:
- Marca di Torino of Marca Arduinca, waar Arduin Glaber, stamvader van het huis der Arduiniden, markgraaf werd.
- Marca Liguria Occidentale of  Marca Aleramica, waar Aleramo van Monferrato, stamvader van het huis der Aleramiden, markgraaf werd.
- Markgraafschap Oost-Ligurië of Marca Obertengha, waar Oberto van Luni, stamvader van het huis Obertenghi, markgraaf werd.

Het gebied ten noorden van de Po (met uitzondering van het gebied rond Vercelli) bleef als verkleinde versie van het markgraafschap Ivrea (of Marca Anscarica) bestaan en werd geregeerd door de Anscariden.
Na de dood van Oberto's zoon Oberto II in 1094 werd Oost-Ligurië verdeeld onder zijn vier zonen wier nakomelingen het keer op keer verdeelden. Oost-Ligurië hield op te bestaan als politieke eenheid.